# Камисихоро
Камисихоро (яп. 上士幌町 Камисихоро-тё:) — посёлок в Японии, находящийся в уезде Като округа Токати губернаторства Хоккайдо. Площадь посёлка составляет 694,09 км², население — 4972 человека (30 июня 2014), плотность населения — 7,16 чел./км².

## Географическое положение
Посёлок расположен на острове Хоккайдо в губернаторстве Хоккайдо. С ним граничат город Китами и посёлки Синтоку, Сикаои, Сихоро, Хомбецу, Асёро, Камикава, Окето.

## Население
Население посёлка составляет 4972 человека (30 июня 2014), а плотность — 7,16 чел./км². Изменение численности населения с 1980 по 2005 годы:
| 1980 | 7571 чел. |  |
| 1985 | 7042 чел. |  |
| 1990 | 6380 чел. |  |
| 1995 | 5936 чел. |  |
| 2000 | 5634 чел. |  |
| 2005 | 5229 чел. |  |

## Символика
Деревом посёлка считается берёза плосколистная, цветком — ландыш, птицей — обыкновенная кукушка.